# 프레드 울만
프레드 울만(Fred Uhlman, 1901년 1월 19일, 슈투트가르트 ~ 1985년 4월 11일, 런던)는 독일계 유대인 출신의 작가이자 화가, 변호사이다.

## 생애
1901년 독일 슈투트가르트의 중산층 가정에서 태어나 대학에서 법학을 전공했으며 히틀러가 집권한 후 1933년 독일을 떠나야 했다. 처음에 프랑스로 망명한 그는 그림으로 생계를 꾸리며 화가로서의 경력을 쌓았고 1935년 파리에서 첫 번째 개인전을 열었다. 1936년에는 스페인으로 갔으나 스페인 내전이 발발하여 다시 그곳을 떠나야 했다. 같은 해 9월 영국으로 건너가 정착했고 1985년 런던에서 세상을 떠났다. 대표작으로는 나치가 독일을 장악해 가는 1930년대를 배경으로 유대인 소년과 독일 귀족 소년의 우정을 그린 소설 《동급생》이 있다. 소설은 1989년 제리 샤츠버그 감독, 해럴드 핀터 각본으로 영화화되기도 했다.

## 저서

### 소설
- Reunion (1971) 《동급생》, 황보석 옮김(열린책들, 2017)